# Eragrostis variabilis
Eragrostis variabilis là một loài thực vật có hoa trong họ Hòa thảo. Loài này được (Gaudich.) Steud. mô tả khoa học đầu tiên năm 1840.

## Hình ảnh

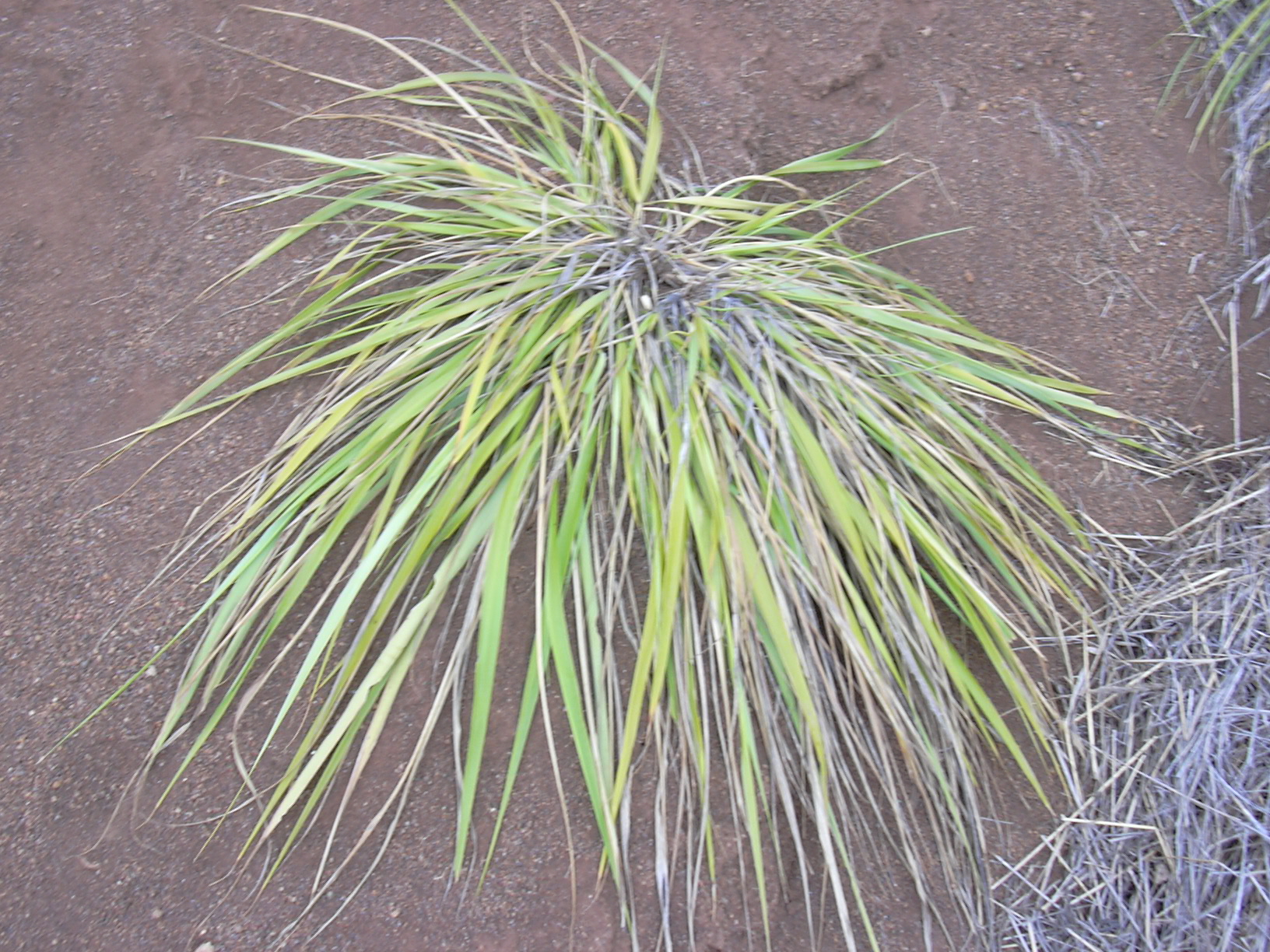
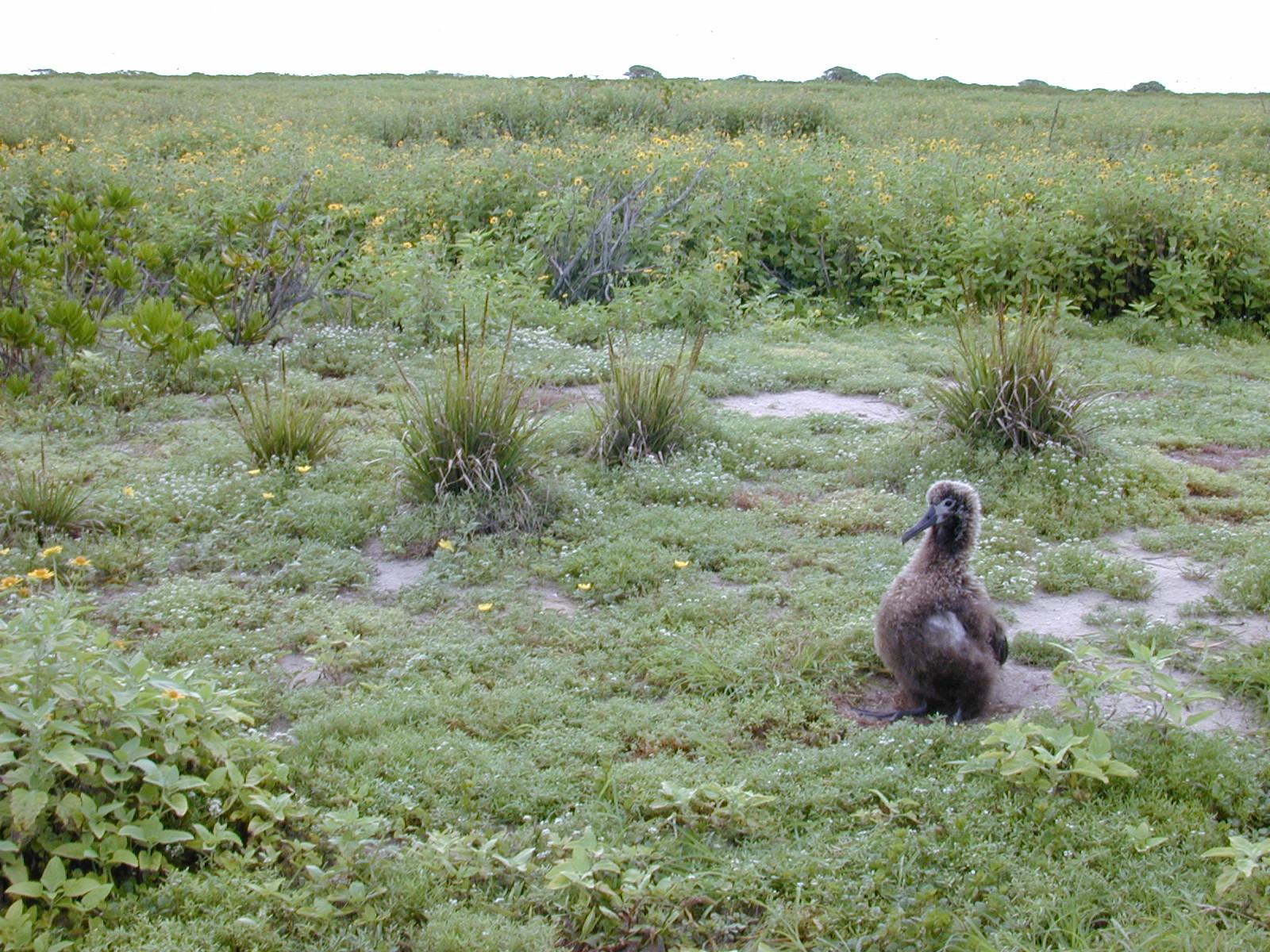
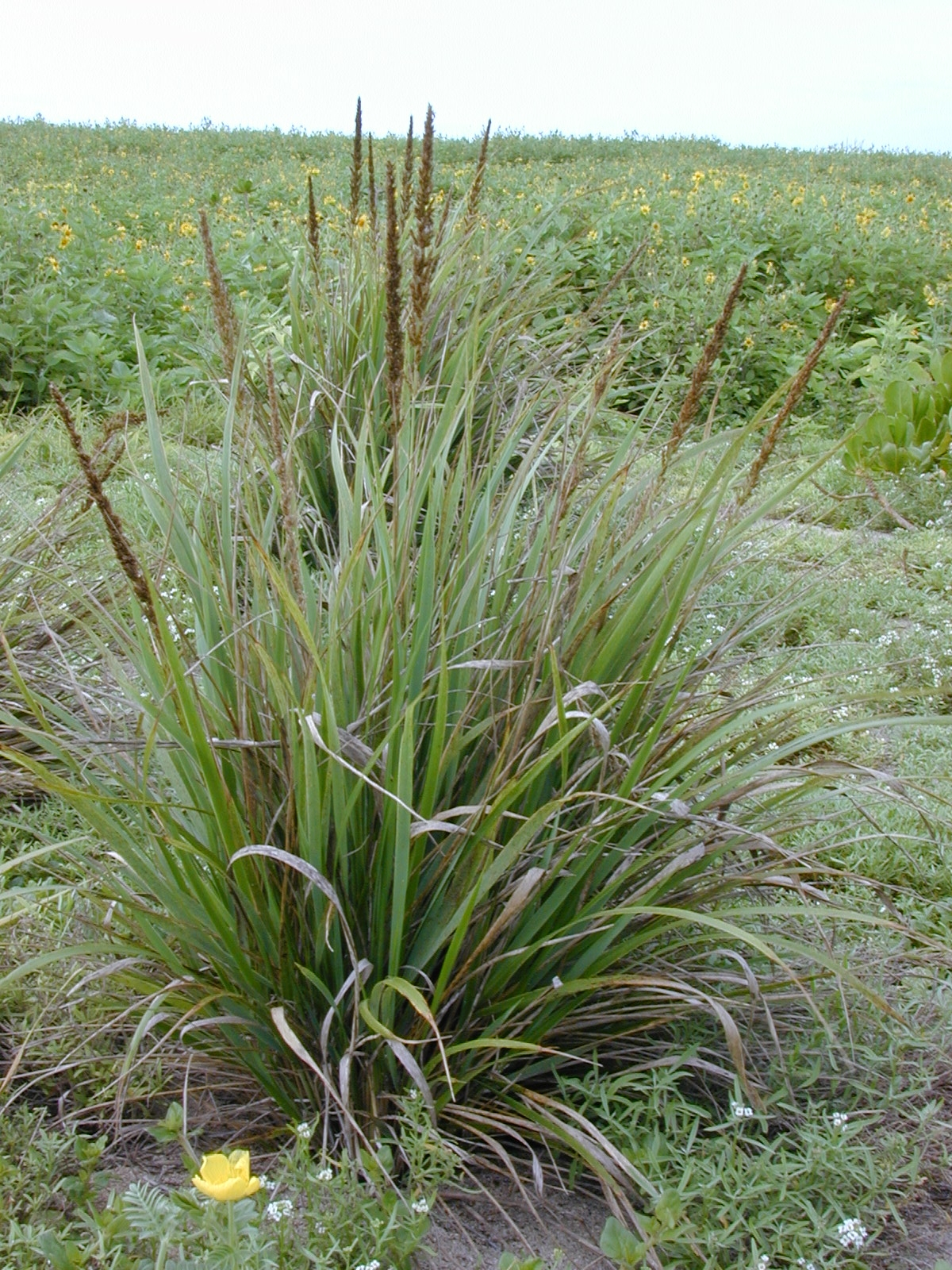
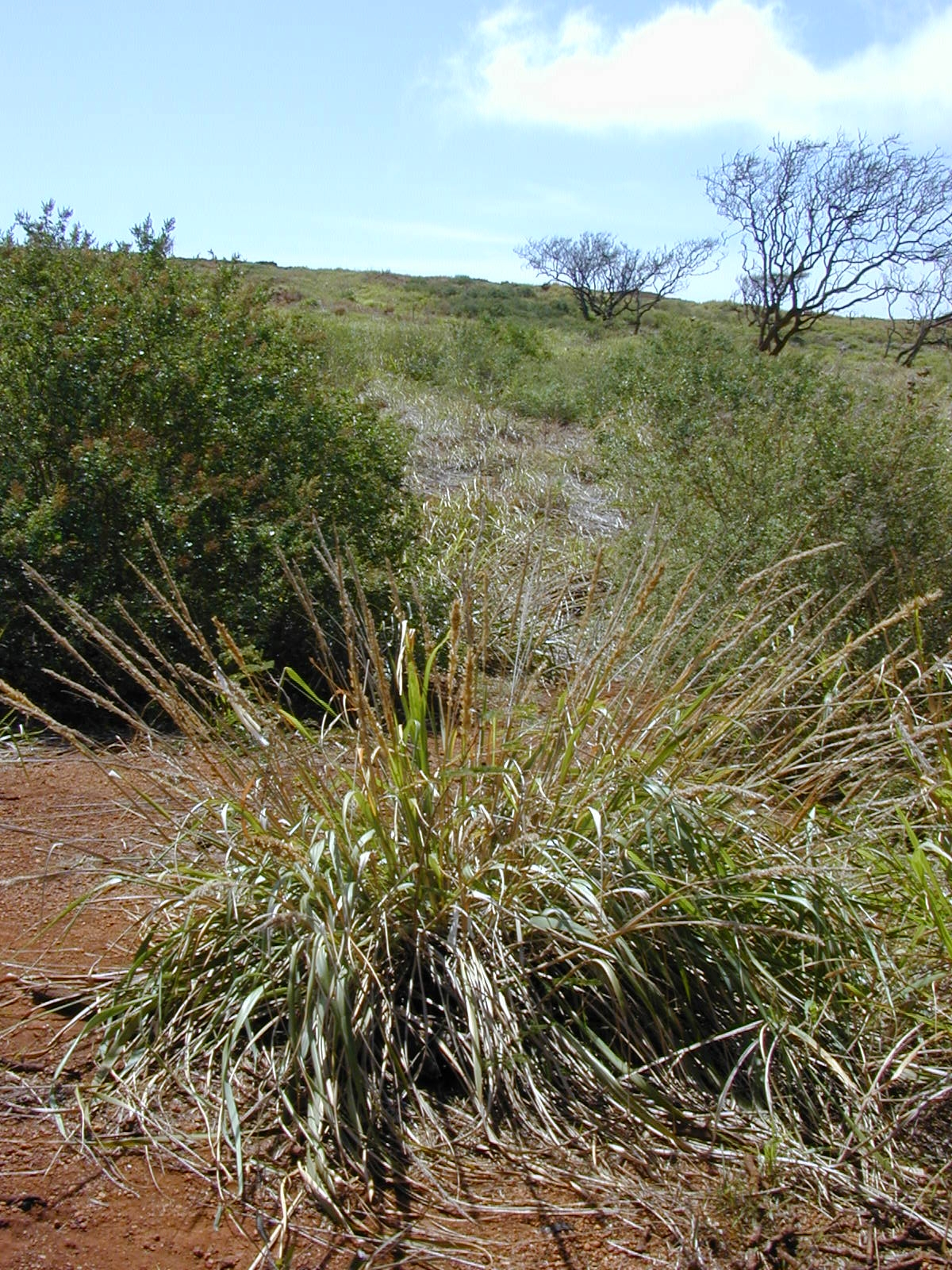